# Miguel Acha
Miguel Acha Mindeguia (Almandoz, Navarra, España, 8 de marzo de 1957) fue un ciclista profesional entre los años 1980 y 1982.
Toda su carrera deportiva, tanto en amateur como en profesional, discurrió en el seno del equipo navarro Reynolds. Su mayor éxito amateur fue el subcampeonato de España que logró en la categoría sub-23 en 1979, disputando el campeonato del mundo de la categoría finalizándolo en el puesto 44º. También acude a los Juegos del Mediterráneo en los que se hizo con la medalla de plata en la modalidad de contrarreloj por equipos.
Fue el jefe de filas de su escuadra en su debut en categoría profesional en la primera gran vuelta que disputaba el equipo, en la Vuelta a España de 1980. 
No obstante a pesar de ser un ciclista con gran carisma entre la afición local, que por aquel entonces andaba huérfana de ciclistas profesionales de referencia, su única victoria profesional no llegó hasta el año de su retirada en 1982, en el primer sector contrarreloj de la Subida al Parque Torres, en Cartagena. Sí que logró victorias en diversos critériums (carreras amistsoas no oficiales), como el disputado en Pamplona
, con dos victorias, y en el G. P. Ciudad de Vigo. Tras comprobar que no lograba adaptarse a la categoría de profesionales y no poder refrendar sus éxitos conseguidos en la categoría amateur, optó por retirarse sin finalizar su tercera temporada como profesional, pasando a formar parte de la dirección deportiva del equipo Reynolds.

## Palmarés
1982
- Subida al Parque Torres

## Resultados en Grandes Vueltas y Campeonato del Mundo
Durante su carrera deportiva ha conseguido los siguientes puestos en las Grandes Vueltas y en los Campeonatos del Mundo en carretera:
| Carrera         | 1980 | 1981 | 1982 |
| --------------- | ---- | ---- | ---- |
| Giro de Italia  | -    | -    | -    |
| Tour de Francia | -    | -    | -    |
| Vuelta a España | -    | Ab.  | 54.º |
| Mundial en Ruta | -    | -    | -    |

-: No participa

Ab.: Abandono

## Equipos
- Reynolds (1980-1982)